# Honest Lullaby
| Recensione                        | Giudizio |
| --------------------------------- | -------- |
| AllMusic                          | [ 1 ]    |
| The New Rolling Stone Album Guide | [ 2 ]    |
| Dizionario del Pop-Rock           | [ 3 ]    |
| 24.000 dischi                     | [ 4 ]    |

Honest Lullaby è un album in studio della cantante statunitense Joan Baez, pubblicato nel luglio del 1979.

## Tracce
Lato A
1. Let Your Love Flow – 2:56 (Larry E. Williams)
2. No Woman No Cry – 3:55 (Vincent Ford)
3. Light a Light – 3:21 (Janis Ian)
4. The Song at the End of the Movie – 2:50 (Pierce Pettis)
5. Before the Deluge – 5:19 (Jackson Browne)

Lato B
1. Honest Lullaby – 5:09 (Joan Baez)
2. Michael – 6:04 (Joan Baez)
3. For Sasha – 4:43 (Joan Baez)
4. For All We Know – 2:41 (Sam M. Lewis, John Frederick Coots)
5. Free at Last – 2:24 (Joan Baez, George Henry Jackson)

## Musicisti
Let Your Love Flow
- Joan Baez - voce
- Jimmy Johnson - chitarra elettrica
- Larry Byrom - chitarra acustica
- Barry Beckett - tastiere
- David Hood - basso
- Roger Hawkins - batteria

No Woman No Cry
- Joan Baez - voce
- Jimmy Johnson - chitarra elettrica
- Pete Carr - chitarra acustica
- Barry Beckett - tastiere
- David Hood - basso
- Roger Hawkins - batteria
- Eddie Struzick - accompagnamento vocale, coro
- Mac McAnally - accompagnamento vocale, coro
- George Jackson - accompagnamento vocale, coro

Light a Light
- Joan Baez - voce
- Pete Carr - chitarra elettrica
- Jimmy Johnson - chitarra elettrica
- Larry Byrom - chitarra acustica
- Barry Beckett - tastiere
- David Hood - basso
- Roger Hawkins - batteria
- Lenny LeBlanc - accompagnamento vocale, coro
- Marie Tomlinson - accompagnamento vocale, coro

The Song at the End of the Movie
- Joan Baez - voce
- Pete Carr - chitarra acustica
- Charlie McCoy - armonica
- David Hood - basso
- Hill Abrahams - violino
- James Crozier - violoncello

Before the Deluge
- Joan Baez - voce
- Jimmy Johnson - chitarra elettrica
- Pete Carr - chitarra acustica
- Barry Beckett - tastiere
- David Hood - basso
- Roger Hawkins - batteria
- Larry LeBlanc - accompagnamento vocale, coro
- Marie Tomlinson - accompagnamento vocale, coro
- Cindy Richardson - accompagnamento vocale, coro
- Ava Aldridge - accompagnamento vocale, coro
- George Soulé - accompagnamento vocale, coro

Honest Lullaby
- Joan Baez - voce, chitarra acustica
- Barry Beckett - tastiere
- George Hood - basso
- Roger Hawkins - batteria

Michael
- Joan Baez - voce, chitarra acustica
- Barry Beckett - tastiere
- Larry Byrom - chitarra acustica
- Pete Carr - chitarra acustica
- David Hood - basso

For Sasha
- Joan Baez - voce, chitarra acustica

For All We Know
- Joan Baez - voce
- Barry Beckett - tastiere

Free at Last
- Joan Baez - voce
- Barry Beckett - tastiere
- Eddie Struzick - accompagnamento vocale, coro
- Larry LeBlanc - accompagnamento vocale, coro
- George Soulé - accompagnamento vocale, coro
- Ava Aldridge - accompagnamento vocale, coro
- Marie Tomlinson - accompagnamento vocale, coro

Note aggiuntive
- Barry Beckett - produttore
- Nancy Carlen - produttore esecutivo (per la Chandos Productions)
- Registrato a Muscle Shoals, Alabama (Stati Uniti)
- Gregg Hamm - ingegnere delle registrazioni
- David Yates - assistente ingegnere delle registrazioni
- Gregg Hamm, Barry Beckett e Joan Baez - mixaggio
- Masterizzato al A&M Studios da Bernie Grundman
- Yousuf Karsh - fotografia copertina album
- John Wasserman e Grace Warnecke - fotografie interne album[7]